# Kościół w Guldrupe
Kościół w Guldrupe – świątynia należąca do diecezji Visby Kościoła Szwecji. Znajduje się w środkowej części Gotlandii.

## Architektura
Najstarszą częścią obecnej świątyni jest nawa, która pochodzi z końca XII wieku. W miejscu tym jednak znaleziono dębowe deski ze zdobieniami w postaci smoków, co pozwala przypuszczać, że wcześniej stał tu drewniany kościół. Wieża pochodzi z początku XIII wieku, zaś na koniec tego samego stulecia datowane są prezbiterium i zakrystia. Prezbiterium jest nieproporcjonalnie większe od nawy. Zastąpiło ono wcześniejsze, mniejsze prezbiterium. Planów powiększenia nawy nigdy nie zrealizowano. Okna świątyni pochodzą z 1865 roku. Od czasów średniowiecza kościół nie uległ większym przemianom. W latach 1964-1965 wyremontowano świątynię.
Jako budulca użyto wapienia. Nawa i wieża powstały w stylu romańskim, zaś prezbiterium jest gotyckie.

## Wnętrze

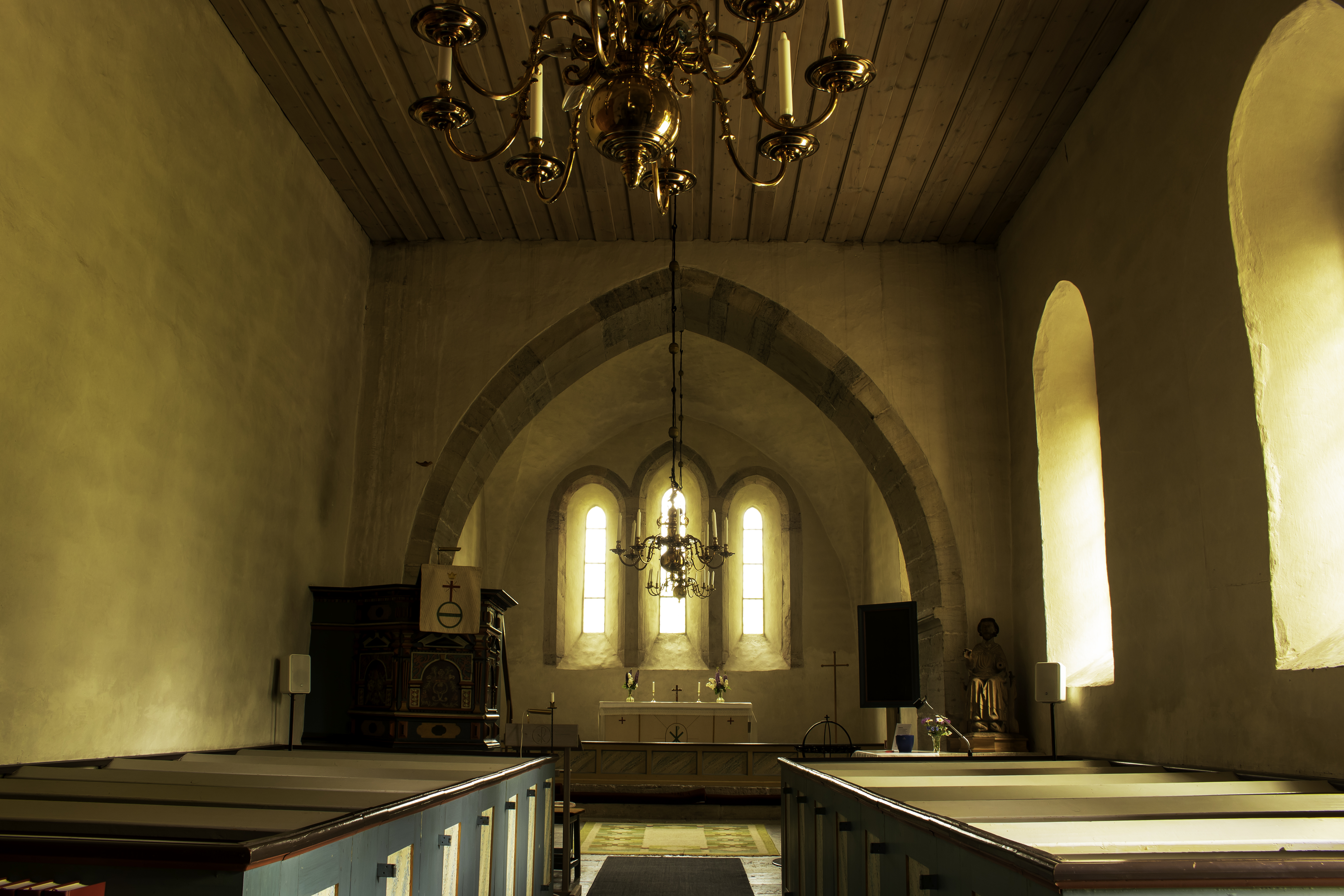
Wnętrze

Z wyposażenia wnętrza na uwagę zasługują:
- kamienna chrzcielnica stojąca w wieży, wyrzeźbiona przez Bizantiosa w XII wieku;
- ambona z XVII wieku, zakupiona w 1776 roku od kościoła w Vänge;
- obraz św. Olafa z XIII wieku, znajdujący się w średniowiecznym ołtarzu bocznym;
- ławki z XVIII wieku odrestaurowane w latach 60. XX wieku.